# Blanca Rodríguez de Pérez
Blanca María Rodríguez de Pérez (Rubio, 1 de enero de 1926-Caracas, 5 de agosto de 2020) fue una ciudadana venezolana que ocupó el cargo protocolar de primera dama de 1974 a 1979 y de 1989 a 1993. En 1992 enfrentó el alzamiento militar del 4 de febrero cuando fue atacada la residencia presidencial de La Casona.

## Biografía

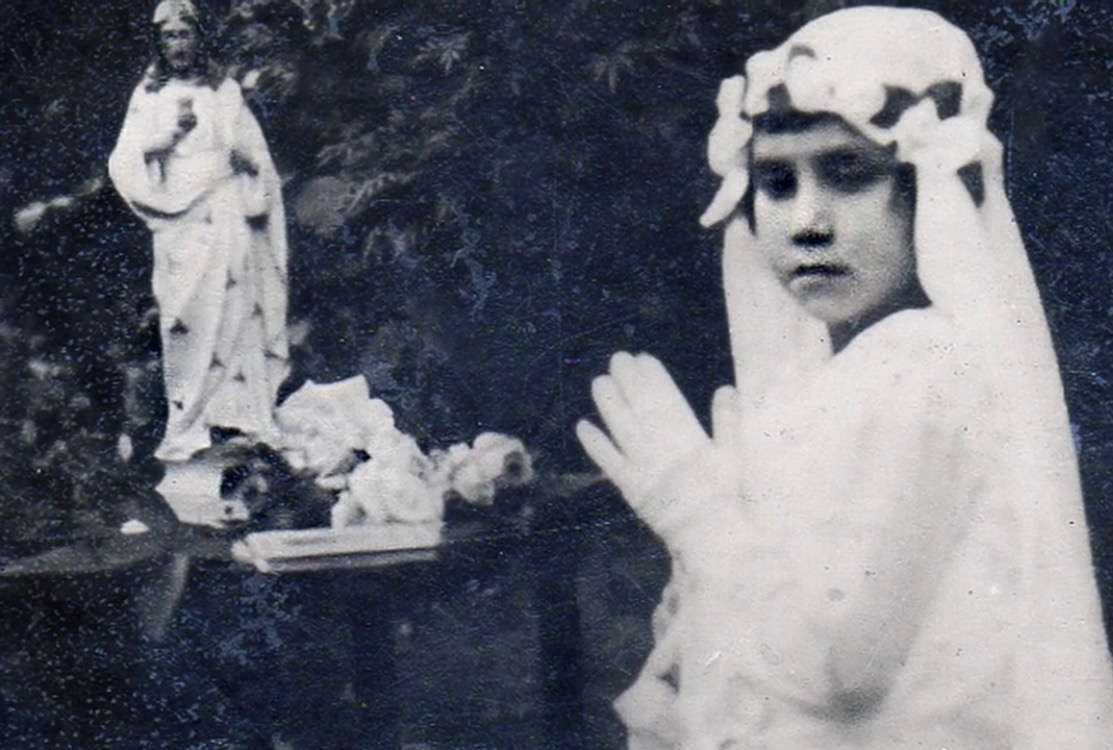
Blanca Rodríguez durante su niñez en Táchira.

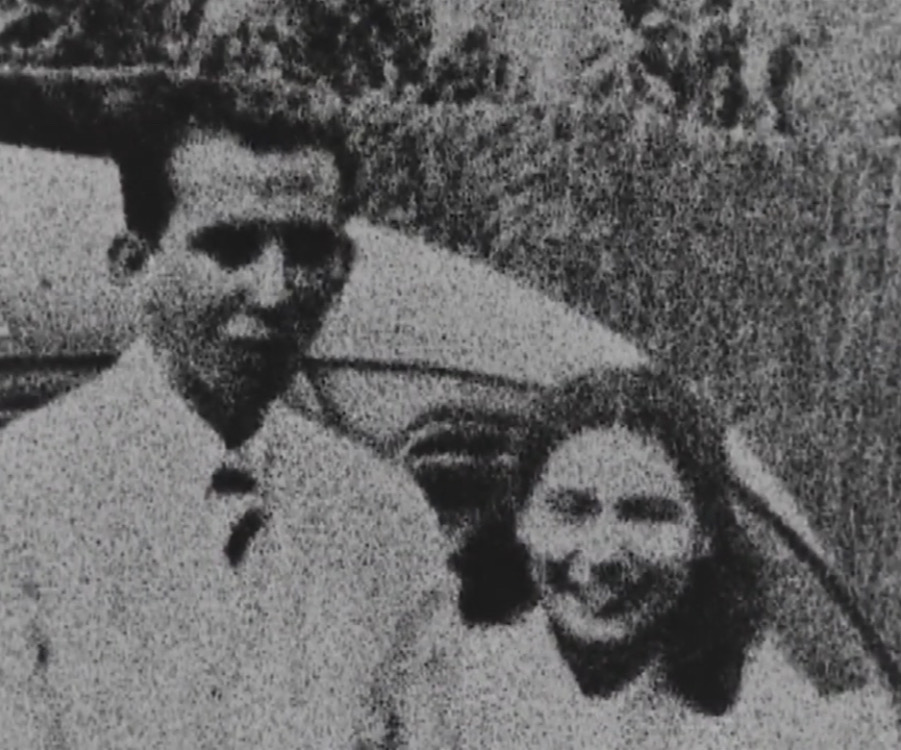
Carlos Andrés Pérez y Blanca Rodríguez, c. 1944.

Blanca Rodríguez es hija de Manuel Rodríguez Galvis y Adela Rodríguez y procede de una familia terrateniente de Rubio. Su abuelo Heliodoro Rodríguez Espinoza participó en la Guerra de los Mil Días en el vecino país de Colombia y que se introdujo en territorio venezolano. Su madre Adela falleció de cáncer cuando tenía cuatro años de edad.
Blanca María se graduó en 1944 del Colegio Nuestra Señora del Rosario, ubicado en San Cristóbal, capital del estado Táchira.
Se casó el 8 de junio de 1948 con Carlos Andrés Pérez, con quien tuvo seis hijos: Sonia, Thais, Martha, Carlos Manuel, María de Los Ángeles y María Carolina. El padre de Blanca, Manuel Rodríguez Galvis, fue hermano de Ana Julia Rodríguez Galvis, madre de Carlos Andrés Pérez.

## Vida política
A raíz de su relación con Carlos Andrés Pérez se vio involucrada en diversos sucesos de la vida política contemporánea de Venezuela. Carlos Andrés militó en el partido Acción Democrática desde su fundación, lo que lo condujo a ocupar varios cargos internos y de gobierno. Tras el golpe de Estado de 1945, fue seleccionado por Rómulo Betancourt como secretario privado de la Junta de Gobierno y luego fue elegido diputado por Táchira. Tras el derrocamiento del presidente Rómulo Gallegos cinco meses después de su matrimonio, Pérez intentó fallidamente instalar un gobierno provisional en la ciudad de Maracay. A raíz de esto fue detenido en Caracas durante un año y luego se exilió con Blanca Rodríguez en Colombia. Después regresan y es vuelto a apresar por el presidente Marcos Pérez Jiménez en Puerto Cabello. Sale exiliado a Panamá y termina en La Habana, donde se encontraba Betancourt. Después se mudará a San José de Costa Rica.
En 1958 regresaron a Venezuela. Pérez ejerció como diputado al Congreso y luego como ministro de Relaciones Interiores. Además, ejerce como Secretario Nacional de su partido.

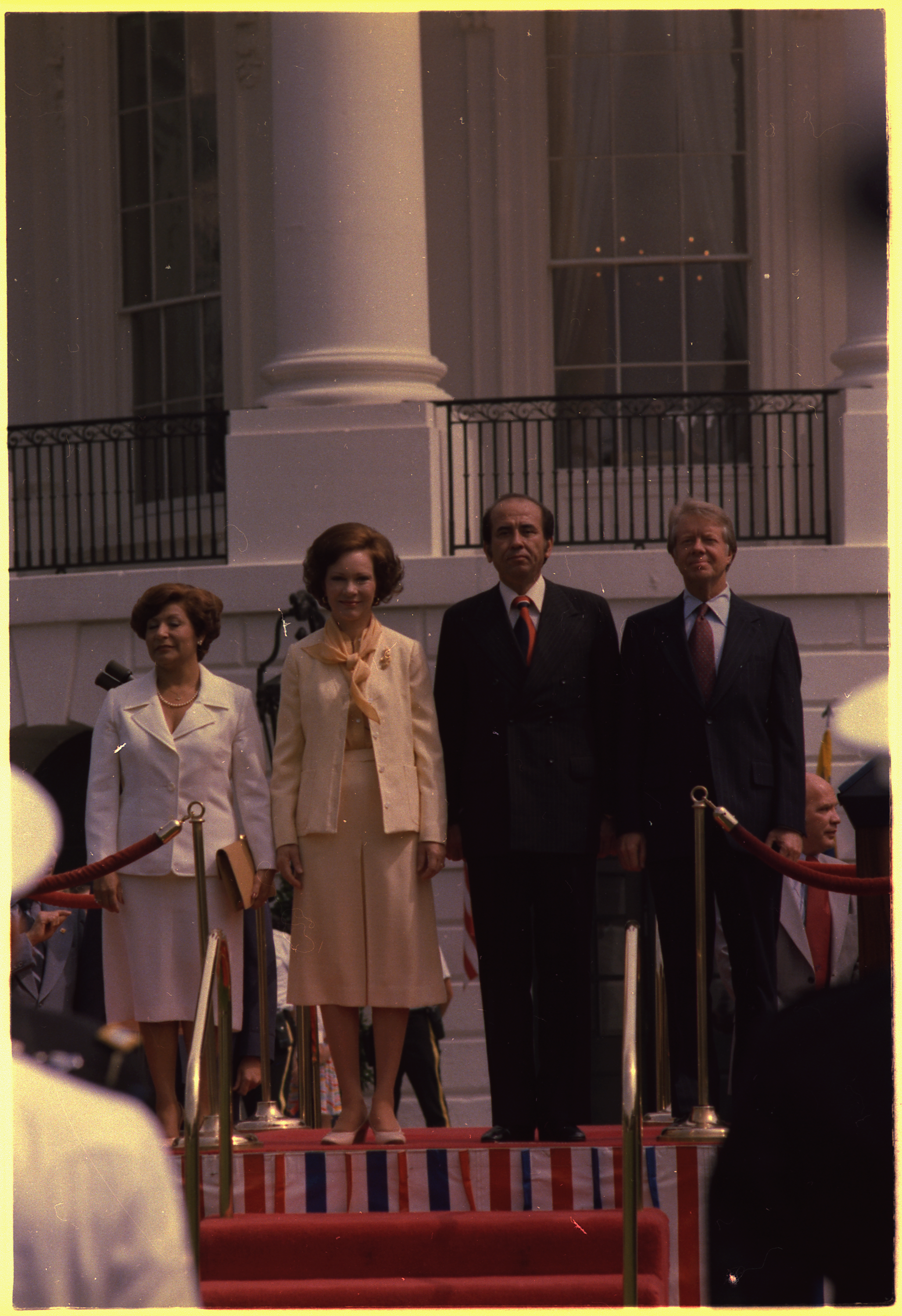
Visita oficial de Carlos Andrés Pérez a la Casa Blanca. De izquierda a derecha: Blanca Rodríguez de Pérez, Rosalynn Carter, Carlos Andrés Pérez y Jimmy Carter, 28 de junio de 1977.

### Primera presidencia
En diciembre de 1973, Carlos Andrés Pérez ganó la presidencia y en marzo del año siguiente toma juramento. Como primera dama, Blanca Rodríguez asumió la dirección de la Fundación del Niño. También impulsó el programa de Hogares de cuidado diario que organiza guarderías en zonas populares, administradas por madres cuidadoras de cada comunidad a las que el gobierno proveía de remuneración, además de los recursos y alimentos necesarios para atender a los niños que cuidaban. Este programa sigue ejecutándose en la actualidad. Participa en las visitas oficiales del Rey Juan Carlos I de España con la Reina Sofía y del presidente de Estados Unidos, Jimmy Carter, acompañado de su esposa, tanto en Caracas como en la Casa Blanca.
Luego de dejar su cargo como primera dama en 1979, dirigió la fundación Bandesir, dedicada a entregar equipos médicos a personas discapacitadas.

### Segunda presidencia
En diciembre de 1988, Carlos Andrés Pérez fue elegido presidente por segunda vez en virtud de su próspera primera gestión y de la crisis económica que vivía el país. A raíz de eso decretó medidas de ajuste que devinieron en la caída de esa popularidad inicial fundada en la esperanza de recuperación. Fue entonces que tuvo que enfrentar disturbios generalizados el 27 y 28 de febrero de 1989, a pocos días de iniciar su mandato. 
En 1992, durante el clima de descontento, enfrenta dos intentos de golpe de Estado organizados por quien sería luego el presidente Hugo Chávez. En el primer intento, ocurrido el 4 de febrero de ese año, uno de los blancos fue la residencia presidencial de La Casona. A la medianoche de ese día solo se encontraba la primera dama Blanca Rodríguez, su hermana, una de sus hijas y dos nietos. Doscientos cuarenta soldados asediaron la residencia y se mantuvieron disparando durante siete horas. A las tres de la madrugada, el comandante del Batallón de Custodia Luciano Bacalao sugirió la rendición frente al batallón José Leonardo Chirinos comandado por Miguel Rodríguez Torres, a lo que la primera dama se negó ‘si a usted le faltan pantalones, a mí no’, mientras ofrecía a los custodios un arsenal privado que mantenía el Presidente en la residencia. Horas más tarde, el jefe de Casa Militar, Mario Iván Carratú, exhortó a la primera dama a abandonar el recinto, petición a la que también se negó. Horas más tarde ordenó que los funcionarios recogieran y curaran a los heridos de ambos bandos, labor de la que participó. También acompañó a su esposo durante el segundo intento de golpe de ese año, el 27 de noviembre.
Durante este periodo debió enfrentar el escándalo de la relación extramatrimonial que mantuvo en secreto Carlos Andrés Pérez con Cecilia Matos, quien fungía como secretaria privada del Presidente. Esta última llegó a ser acusada de confabularse con el presidente para actos de corrupción, poniendo los bienes a su nombre.
Junto a su esposo le tocó enfrentar el juicio político por peculado y malversación de fondos que devino en su destitución del cargo en 1993, y que concluyó con una sentencia de dos años y cuatro meses de cárcel que cumplió en arresto domiciliario.

### Últimos años
En 1998 se separaron, aunque no se divorciaron legalmente. Carlos Andrés Pérez se exilió junto a Cecilia Matos en Miami, donde murió el 25 de diciembre de 2010. Blanca Rodríguez inició una batalla legal para lograr que el cuerpo fuese enterrado en Venezuela, en virtud de que se mantenían legalmente casados. El 6 de octubre de 2011 los restos fueron enterrados en Caracas, luego de varios homenajes póstumos prestados por antiguos militantes de Acción Democrática y seguidores de su gestión.
Blanca Rodríguez permaneció en Caracas hasta su muerte el 5 de agosto de 2020.